# Вечерний сокол
Вечерний сокол, или красногорлый сокол (лат. Falco rufigularis) — вид хищных птиц рода соколов.
Распространён в Центральной и Южной Америке от северной Мексики на севере до Аргентины на юге, а также на острове Тринидад.
Небольшой сокол длиной около 30 см у самок и 23 см у самцов. Окраска контрастная, сочетающая чёрные, белые и рыжие цвета. Чёрное брюхо исчерчено поперечными белыми полосами. В отличие от обитающего в регионе сокола апломадо, имеющего схожую раскраску, предпочитает охотиться в сумерках. Основу питания составляют летучие мыши, мелкие птицы и крупные насекомые.

## Подвиды
Международный союз орнитологов выделяет три подвида:
- F. rufigularis petoensis — распространён от северной Мексики до западного Эквадора;
- F. rufigularis rufigularis — от восточной Колумбии на восток до Гайаны и Тринидада и на юг до южной Бразилии и северо-восточной Аргентины;
- F. rufigularis ophryophanes — восточная Боливия, южная Бразилия, Парагвай и северо-западная Аргентина.